# Nina Monschein

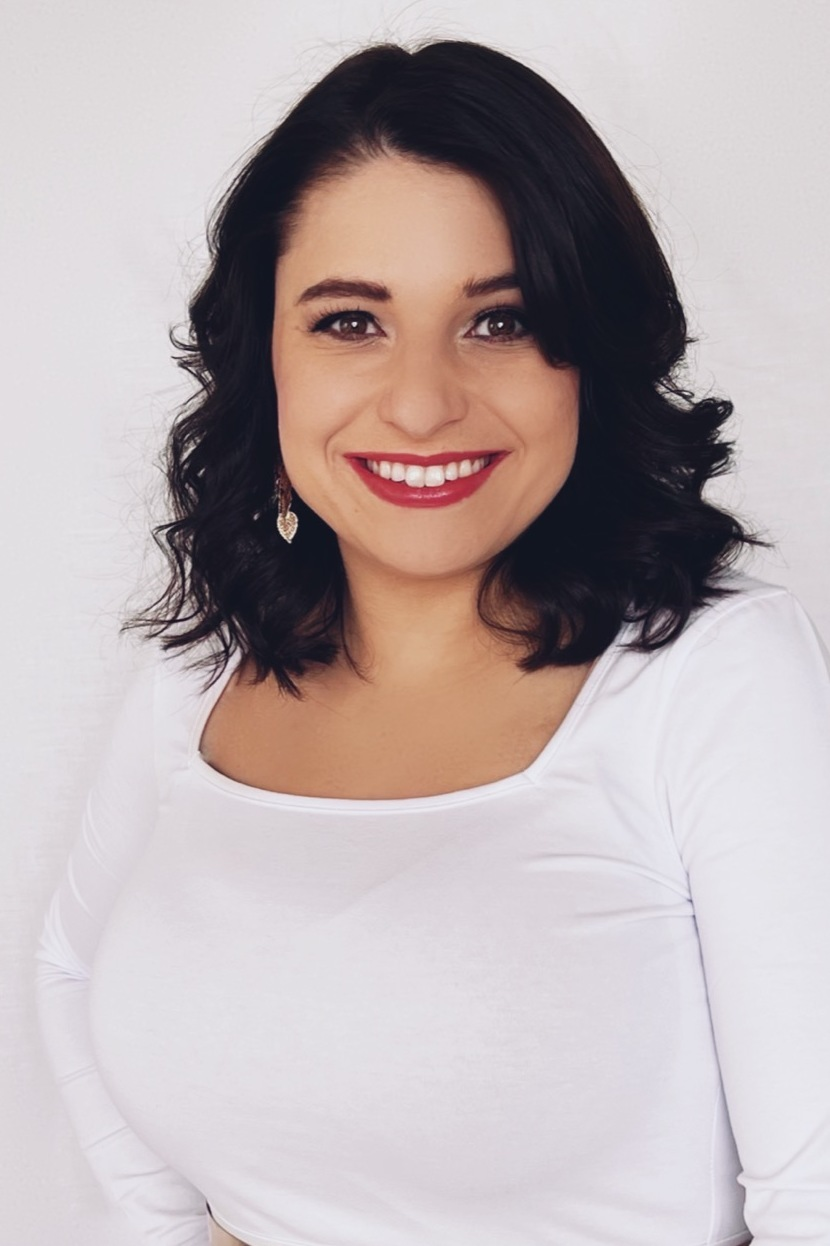
Nina Monschein (2021)

Nina Monschein (* 24. Dezember 1990 in Wiener Neustadt) ist eine österreichische Sängerin, Schauspielerin und Songwriterin.

## Leben und Karriere
Nina Monschein nahm als Kind Gesangs-, Schauspiel- und Tanzunterricht. Mit 18 Jahren begann sie ein Musicalstudium in Wien. Nach Abschluss ihrer Musicalausbildung spielte und kreierte Monschein die Hauptrolle der Susanna in der Welturaufführung des Mallorca-Musicals El Tren de Sóller (2014) des deutschen Komponisten Klaus Hillebrecht.
Es folgten Engagements in Wien, bei A Christmas Carol (2014), wo sie die Rollen des Geists der Gegenwart, Mrs. Fezziwig und Mrs. Dilber verkörperte, und in der musikalischen Inszenierung der Goldoni-Komödie Der Theatermacher von Smyrna (2015). Von 2015 bis 2017 tourte sie in einer der vier Hauptrollen bei Best of Musical Starnights durch Deutschland, Österreich, die Schweiz, Italien und Dänemark.
Als Solistin stand sie auf Bühnen wie der Wiener Stadthalle, der Salzburg Arena, dem Festspielhaus Bregenz, der Jahrhunderthalle Frankfurt und dem Gewandhaus Leipzig.
2017 gewann Monschein in der Green-Card-Lotterie und wanderte anschließend in die Vereinigten Staaten von Amerika aus. In New York entdeckte sie ihre Liebe zum Songwriting.
Im Jänner 2022 erschien ihre Debüt-Single Was wenn, für die sie sowohl Text als auch Musik beisteuerte, produziert von Markus Norwin Rummel. Die Single wurde über RecordJet veröffentlicht und platzierte sich in Deutschland und Österreich in den Top 10 der Schlager-Charts auf iTunes. In Österreich erreichte Was wenn Platz 2 der Austrian Schlager-Charts. Es folgten Interviews im ORF sowie im Radio.
Im Frühjahr 2022 folgte die zweite Single Der Vorhang fällt inklusive Bonus-Track Wenn der Nebel sich hebt, für die Monschein erneut Musik und Text schrieb.
2023 schloss sich Monschein mit dem von Werner Heizenreder, Tanja Surmann und Stefan Kahé gegründeten Schlagerlabel GLAM Music Germany, a division of Artists & Acts mit Vertrieb bei Universal Music Germany zusammen und veröffentlichte dort fünf weitere Singles: Diese Nacht, Alles oder nichts, Tausend Tränen, Starke Arme und Tu me manques.
Im Februar 2024 erschien Monscheins Debüt-Album Der Liebe wegen, welches ebenso in Zusammenarbeit mit Musikproduzent Markus Norwin Rummel entstand und Platz 1 der iTunes-Schlager-Album-Charts in Österreich sowie Platz 4 in Deutschland erreichte. In den genreübergreifenden iTunes-Album-Charts platzierte sich das Album auf Platz 6 in Österreich. Es erzielte sehr gute Rezensionen. Im März 2024 wurde Monschein in der MDR-Sendung Die Schlager des Monats in der Rubrik Stark und Neu vorgestellt und zum Interview mit Christin Stark geladen.
Im Sommer 2024 trat Monschein beim Schlager-Marathon in Heide (Holstein) auf.

## Diskografie

### Studioalben
| Jahr | Titel Musiklabel               | Anmerkungen                            |
| ---- | ------------------------------ | -------------------------------------- |
| 2024 | Der Liebe wegen Artists & Acts | Erstveröffentlichung: 23. Februar 2024 |

### Singles
| Jahr | Titel Album                              | Anmerkungen                              |
| ---- | ---------------------------------------- | ---------------------------------------- |
| 2022 | Was wenn Der Liebe wegen                 | Erstveröffentlichung: 21. Januar 2022    |
| 2022 | Der Vorhang fällt Der Liebe wegen        | Erstveröffentlichung: 06. Mai 2022       |
| 2022 | Wenn der Nebel sich hebt Der Liebe wegen | Erstveröffentlichung: 30. September 2022 |
| 2023 | Diese Nacht Der Liebe wegen              | Erstveröffentlichung: 14. April 2023     |
| 2023 | Alles oder nichts Der Liebe wegen        | Erstveröffentlichung: 21. Juli 2023      |
| 2023 | Tausend Tränen Der Liebe wegen           | Erstveröffentlichung: 20. Oktober 2023   |
| 2024 | Starke Arme Der Liebe wegen              | Erstveröffentlichung: 19. Januar 2024    |
| 2024 | Tu me manques Der Liebe wegen            | Erstveröffentlichung: 12. Juli 2024      |